# Marzana
Marzana es una entidad de población española del municipio de Valle de Achondo, perteneciente a la provincia de Vizcaya, en la comunidad autónoma del País Vasco.

## Historia
Hacia mediados del siglo XIX, el lugar, una anteiglesia por entonces perteneciente al municipio de Axpe Marzana, tenía contabilizada una población de 30 habitantes. Aparece descrito en el undécimo volumen del Diccionario geográfico-estadístico-histórico de España y sus posesiones de Ultramar de Pascual Madoz con las siguientes palabras:

MARZANA: felig. ó anteigl. en la prov. de Vizcaya (á Bilbao 6 leg.), part. jud. de Durango (2), aud. terr. de Burgos (25), c. g. de las Provincias Vascongadas, dióc. de Calahorra (26), ayunt. de Axpé y Marzana. sit. al pié del monte Memaya, en la confluencia del arroyo de Besaide y el que baja de Elorrio al r. Nerva, disfruta de clima saludable y no muy frio: tiene 7 casas, igl. parr. (San Martin) fundada en 1550 por Don Pedro Velez de Marzana, por evitar discordias que solia tener con la parr. de San Agustin de Echevarria; tiene 60 pies de long. y 31 de lat. con bóveda, 3 altares y sepultura del patrono, ademas de otras 5; y está servida por un cura de nombramiento del marqués de la Alameda como patrono, y amovible ad nutum del mismo. El térm. confina N. Abadiano; E. Izurza y Axpé; S. los mismos, y O. Arrazola. El terreno es de buena calidad para cultivo; le bañan los espresados arroyos, y hay buenos montazgos. Los caminos son locales. prod.: maiz, trigo, habichuela y manzana; cria ganado vacuno y lanar; caza de perdices y becadas, y alguna pesca. ind.: 2 molinos harineros y una ferrería, pobl. 7 vec., 30 alm. riqueza y contr. con su ayunt. (V.).
(Madoz, 1848, p. 275)

En la actualidad, pertenece al municipio de Valle de Achondo. En 2023, la entidad singular de población, encuadrada dentro de la entidad colectiva de población de Axpe, tenía empadronados 22 habitantes.

## Patrimonio
Hay en el lugar una iglesia de San Martín.